# ヒャク
ヒャクは日本の女性漫画家。
pixivやTwitterで作品を掲載している。主に自身のオリジナルキャラである『レッサー君とパンダ君』や「ドラえもん のび太のワンニャン時空伝」に登場するネコジャラとニャーゴを描いた『ネコジャラ様とニャーゴ様』などのオリジナル・版権を問わないケモノキャラクターが登場する作品を執筆している。また、同人作家の傍ら、商業作家としてまんがくらぶで2018年10月号から最終号となる2020年5月号まで、まんがくらぶ休刊後はまんがライフで2020年6月号から同年11月号まで『猫俣社長とちまりちゃん』を連載していた。2022年からは自身のYouTubeアカウントを開設し、キャラクターを描く生配信や過去にTwitterで公開したGIFアニメーションをまとめた動画などを定期的に配信している。